# Chris Jones (concepteur de jeux vidéo)
Pour les articles homonymes, voir Chris Jones et Jones.
Chris Jones est un concepteur de jeux (game designer) connu pour être le cofondateur des studios Access Software et Big Finish Games et pour avoir eu un rôle majeur dans l'élaboration des aventures du détective Tex Murphy, qu'il a lui-même incarné dans plusieurs films interactifs des années 1990.
Chris Jones a fondé Access Software en 1982 avec Bruce Carver. Il occupait alors le poste de directeur financier, ayant été diplômé dans le domaine de la finance à la fin de ses études. Concomitamment à ce poste officiel, Jones a participé à l'élaboration des différents jeux développés par le studio et a eu un rôle central lors de la création du personnage Tex Murphy, en collaboration avec Brent Erickson pour les deux premiers jeux de la série, puis avec Aaron Conners pour les trois jeux suivants (traduits en français) jusqu'en 1998. Le studio a été vendu à Microsoft en 1999, puis renommé Indie Built. Chris Jones a continué de travailler dans ce studio jusqu'à sa dissolution en 2006, occupant de nouveau dans les dernières années le poste de directeur financier. Fin 2007, Chris Jones et Aaron Conners ont fondé leur propre studio, Big Finish Games, pour sortir en 2009 le jeu Three Cards to Midnight, de type casual.